# 카바냐스주

카바냐스 주의 위치

카바냐스주(스페인어: Cabañas)는 엘살바도르 중북부에 위치한 주로 주도는 센순테페케이며 면적은 1,104km2, 인구는 164,945명(2013년 기준)이다. 9개 지방 자치체를 관할한다.